# Gabriel González Videla
Pour les articles homonymes, voir González et Videla.
 (août 2009).
Si vous disposez d'ouvrages ou d'articles de référence ou si vous connaissez des sites web de qualité traitant du thème abordé ici, merci de compléter l'article en donnant les références utiles à sa vérifiabilité et en les liant à la section « Notes et références ».
Gabriel González Videla (La Serena, 22 novembre 1898 – Santiago du Chili, 22 août 1980) est un homme d'État chilien. Il est président de la République entre 1946 et 1952.

## Biographie

### Jeunesse
Gabriel González Videla nait dans la ville côtière de La Serena le 22 novembre 1898. D'origine espagnole, il est le fils aîné de Gabriel González Castillo et de Teresa Videla Zepeda. Après avoir obtenu son baccalauréat au lycée de La Serena, il étudie le droit à l'université du Chili. Il obtient son diplôme en 1922, mais doit rentrer à La Serena la même année pour aider sa famille après que son père soit devenu paralytique. Il devient franc-maçon en 1924.
Durant ses années universitaires, González entre dans l'organisation de jeunesse du Parti radical et devient ensuite membre de l'assemblée radicale de La Serena. Il est impliqué dans des manifestations contre le régime militaire instauré en 1924 par Luis Altamirano. En 1927, il fait une déclaration contre le président Carlos Ibañez del Campo et doit se cacher. Lorsque le gouvernement d'Ibañez tombe en 1931, González peut reprendre ses activités politiques et est président du Parti radical de 1931 à 1937.
En 1930, González est élu député pour représenter la circonscription comprenant La Serena. Toutefois, le Congrès est dissous après le coup d'État du socialiste Marmaduque Grove en 1932. González est toutefois réélu député dans cette circonscription en 1933 et en 1937. En 1939, il démissionne en raison de sa nomination comme ambassadeur du Chili en France par le président Pedro Aguirre Cerda. Il est ensuite en poste au Portugal (1940) et au Brésil (1942).

### Campagne présidentielle de 1942
En 1941, le président Pedro Aguirre Cerda nomme le ministre de l'Intérieur Jerónimo Méndez vice-président en raison de la dégradation rapide de son état de santé. Il meurt peu après, le 25 novembre 1941. Des élections présidentielles sont convoquées pour le 1er février 1942. Deux jours avant les primaires internes au Parti radical, Gabriel González Videla, qui représente l'aile la plus à gauche du Parti radical, rentre au Chili pour contester la nomination à Juan Antonio Rios. Les résultats sont extrêmement serrés et une commission électorale ad hoc proclame finalement Juan Antonio Rios candidat de la coalition de gauche.
L'Alliance démocratique est formée du Parti radical, du Parti socialiste, du Parti communiste, du Parti démocrate et du Parti socialiste des ouvriers. Juan Antonio Ríos remporte les élections avec 55,95 % des voix et entre en fonction le 2 avril.
En 1945, González Videla est élu sénateur des provinces de Tarapacá et Antofagasta et représente le Chili à la conférence des Nations unies à San Francisco.

### Campagne présidentielle de 1946
Gabriel González Videla remporte les primaires du Parti radical en 1946. Il essaye de ressusciter l'Alliance démocratique qui a amené Juan Antonio Ríos au pouvoir en 1942, mais n'y parvient pas, le Parti socialiste refusant de rejoindre l'alliance et de reconstituer le Front populaire. Finalement, seuls les partis radical et communiste soutiennent la candidature de Gabriel González Videla.
González Videla arrive à la première position de l'élection présidentielle en obtenant 40 % des suffrages, battant les deux candidats de droite Eduardo Cruz-Coke et Fernando Alessandri et le socialiste Bernardo Ibañez. Comme González n'a pas atteint les 50 % nécessaires, son élection doit être validée par le Congrès, ce qui est fait le 24 octobre de la même année.

### Président de la République

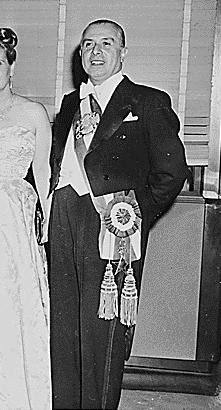
Le président Gabriel González Videla au cours d'une visite officielle à Washington, en 1950.

Les premiers gouvernements de Gabriel González Videla, entre 1946 et 1948, incluent des ministres communistes, mais les débuts de la guerre froide et les troubles internes au Chili poussent rapidement González vers la droite. Le Chili est rapidement mêlé à la guerre froide car Moscou et surtout Washington ne tardent pas à s'ingérer dans ses affaires. González entre, lui, rapidement en conflit avec les communistes qui souhaitent disposer de davantage de ministres au sein du gouvernement. En 1946, le principal syndicat — la CTCh — se divise en deux branches, l'une communiste et l'autre socialiste. Les socialistes se sont rapprochés des intérêts américains durant la Seconde Guerre mondiale et sont désormais opposés aux communistes et alignés sur la Fédération américaine du travail (AFL). En 1948, González Videla expulse les communistes du gouvernement puis interdit complètement le Parti communiste par une Loi de défense de la démocratie. Il rompt également ses relations avec l'Union soviétique et les autres pays du pacte de Varsovie. De nombreux communistes décident de fuir le pays : parmi eux, le poète Pablo Neruda qui a accusé le président de « se vendre aux États-Unis ». Les communistes qui restent sont arrêtés, mais pas exécutés. Une grève de mineurs pro-communistes est toutefois brutalement réprimée à Lota. Les manifestations contre ce que les communistes appellent la Loi maudite (Ley maldita) mènent à la déclaration de la loi martiale, mais sont réprimées avec succès par le gouvernement.
En 1948, González Videla apprend également l'existence d'un complot de quelques membres des forces armées qui veulent mettre Carlos Ibañez à sa place. Il ordonne immédiatement une enquête et fait arrêter les responsables du complot. Ibañez, toutefois, est absous de toute responsabilité.
Après l'interdiction du Parti communiste, González Videla gouverne avec le soutien des deux partis de droite, le Parti conservateur et le Parti libéral, qui sont tous deux favorables à l'interdiction du PC. Il forme un nouveau gouvernement comprenant des conservateurs, des libéraux, des radicaux, des socialistes et des membres du petit Parti démocrate. Le Parti communiste reste illégal jusqu'en 1958.
La controverse autour des raisons de ce revirement est toujours ouverte. Selon González Videla et ses sympathisants, la répression des communistes était nécessaire pour empêcher leurs complots contre le gouvernement, bien qu'aucune preuve de ces complots n'ait été retrouvée. Selon les communistes et d'autres critiques, González Videla agit sous la pression des États-Unis en voulant forger des liens économiques et militaires plus étroits avec la puissance dominante. Les historiens ont établi que le président voulait apaiser les États-Unis, que ces mêmes États-Unis encourageaient une interdiction du Parti communiste chilien et apprécièrent l'action du président González Videla. Peu après, ils augmentèrent leurs prêts, leurs investissements et leurs missions techniques pour le Chili. Les États-Unis et le Chili adoptèrent également un pacte d'assistance militaire pendant la présidence de González Videla. Toutefois, aucune preuve formelle n'a été trouvée pour montrer que les États-Unis l'ont directement poussé à agir. Bien que González Videla craignait les intentions des communistes et respectait les vœux du gouvernement américain, il avait également d'autres raisons de se tourner contre le PCCh. Il espérait diminuer les critiques de la droite contre son gouvernement, notamment celles des propriétaires terriens, à qui il garantit la poursuite du moratoire sur la syndicalisation des paysans. Il voulait également supprimer toute justification idéologique à un coup d'État militaire. Il voulait également affaiblir le mouvement des travailleurs dans un temps d'incertitudes économiques, de croissance faible et d'inflation élevée, alors que les communistes encourageaient les grèves. L'interdiction des communistes coïncida avec l'arrêt des réformes sociales et avec un soutien accru à la croissance industrielle. Les liens économiques avec les États-Unis, qui avaient augmenté après la crise économique des années 1930, furent renforcés après la Seconde Guerre mondiale : les investissements américains au Chili passèrent de 414 millions de dollars en 1945 à 540 millions  en 1950, notamment en raison de la production de cuivre.
La présidence de González Videla est marquée par le retour politique de la droite. Les présidents radicaux ont échoué à transformer la situation économique et sociale du Chili. Entre 1940 et 1952, la population du Chili augmente de 5 000 000 à 6 350 000 habitants, les zones urbaines représentants désormais 60 % de la population contre 52 % en 1940. Si la production augmente, les inégalités sociales ne sont, elles, pas réduites.
Lors des élections parlementaires de 1949, les partis pro-gouvernementaux triomphent. Toutefois, l'unité entre les partis de droite et les radicaux et les socialistes ne dure pas longtemps. Les radicaux ne sont pas satisfaits des politiques économiques du ministre des Finances Jorge Alessandri, malgré ses succès à contenir l'inflation. Lorsque les fonctionnaires protestent en 1950, les radicaux déclarent immédiatement leur soutien aux fonctionnaires. Les partis de droite quittent alors le gouvernement de González. 
En perdant le soutien des libéraux et des conservateurs, González perd également la majorité au sein du Congrès et son action est limitée par la suite. Il réussit toutefois à faire passer des améliorations significatives des droits des femmes : la loi de 1949 leur garantit ainsi l'égalité civique avec les hommes et les autorise à voter aux élections législatives et présidentielle. Le gouvernement de González compte par ailleurs la première femme ministre (Adriana Olguín), nomme la première femme ambassadrice, la première femme intendante de province (Inés Enríquez Frödden) et crée le Bureau des femmes.
En 1951, presque tous les secteurs de l'économie sont touchés par les grèves. L'année suivante, le peuple manifeste son hostilité aux partis traditionnels en élisant le général Carlos Ibáñez, soutenu par le Parti agraire-travailliste.
Le 18 février 1948 Gabriel González Videla est le premier chef d'État à se rendre en Antarctique pour inaugurer la base General Bernardo O'Higgins ; par suite, la base chilienne de Paradise Harbour porte désormais son nom.

### Retraite
Son nom est mentionné lors des primaires du Parti radical en 1958, mais il n'est pas candidat. En 1964, il fait activement campagne contre le candidat radical à l'élection présidentielle Julio Durán qui est également anti-communiste. L'influence de González Videla sur le Parti radical a toutefois diminué car le parti penche davantage à gauche. En 1971, il démissionne du Parti radical, fâché du soutien que ce dernier apporte au socialiste Salvador Allende. González joue un rôle actif dans l'opposition à Allende et soutient le coup d'État d'Augusto Pinochet en 1973.